# Музей истории трактора
Музей истории трактора (полное название НУК «Научно-технический Музей истории трактора») — музей транспорта, расположенный в городе Чебоксары. Основную коллекцию составляют машины сельскохозяйственного и промышленного назначения. Посещаемость в год до 30 тысяч человек. Экспозиция музея размещается на площади более 1,5 тыс. м2. На 1 января 2017 года музейный фонд учреждения насчитывает свыше 5000 единиц хранения.

## История
Создан в 2010 году по инициативе руководства Концерна «Тракторные заводы» и при поддержке Союза машиностроителей России. Содействие проекту оказали Фонд российской культуры и ГК «Ростех». Первых посетителей музей принял 29 октября 2011 года.

## Коллекции
Коллекция музея насчитывает свыше 50 колесных и гусеничных машин сельскохозяйственного и промышленного назначения, в том числе такие модели тракторов, как Fordson, СХТЗ 15/30, McCormick Deering, Универсал-2, ХТЗ-7, Т-28, Porshe, John Deere model D, Т-330 и другие.

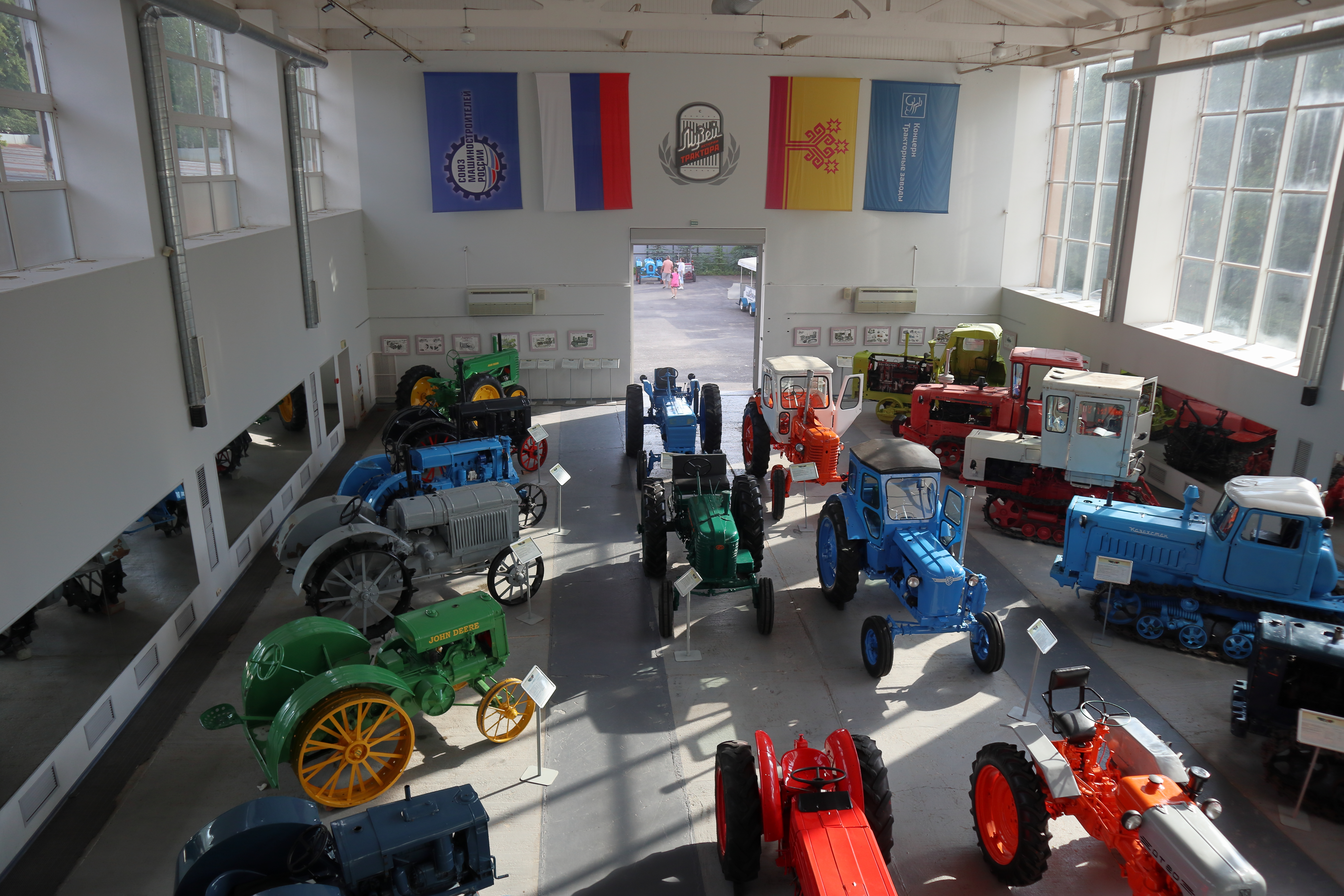
Зал с тракторами
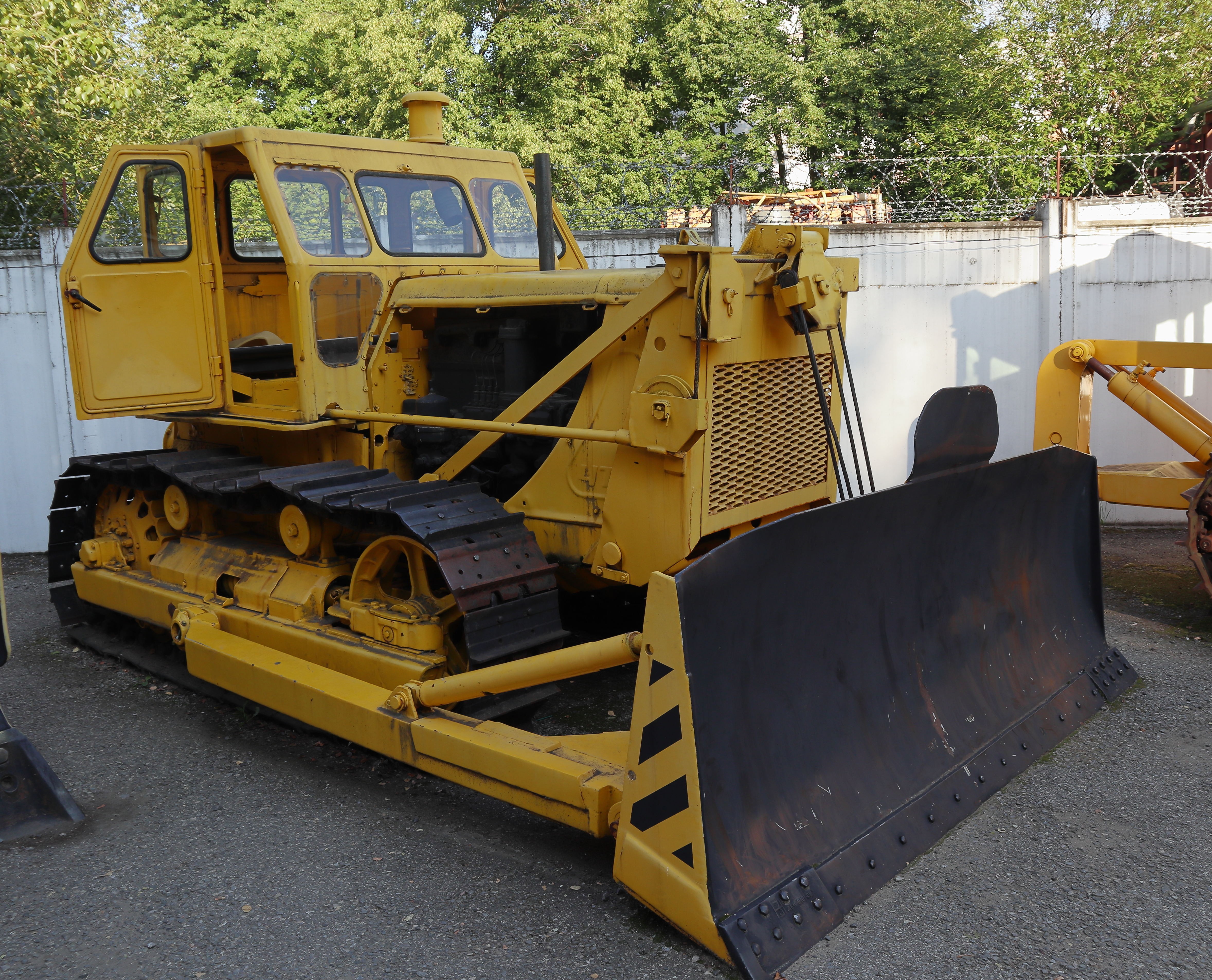
ЧТЗ С-100
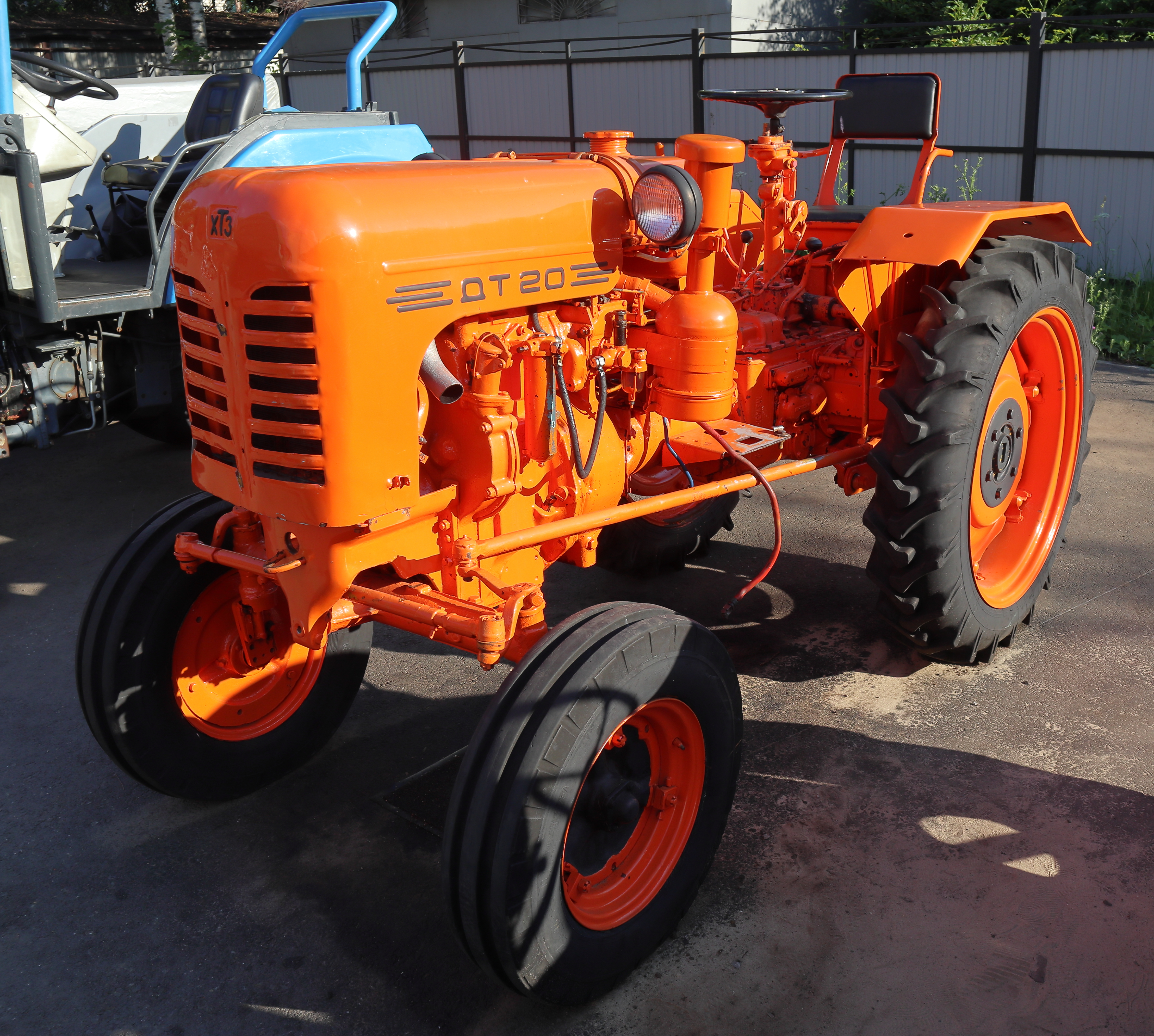
ДТ-20
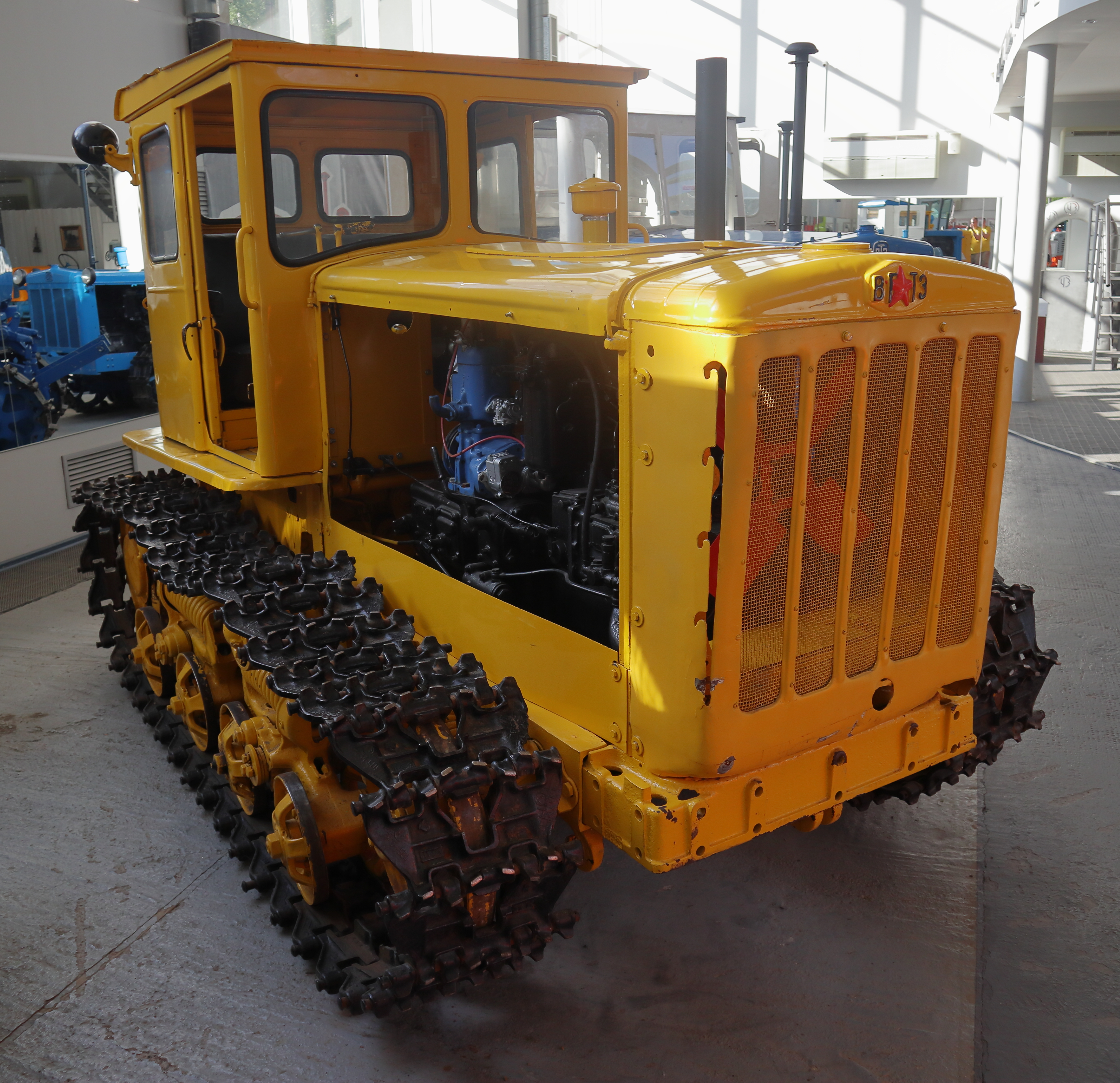
ДТ-54
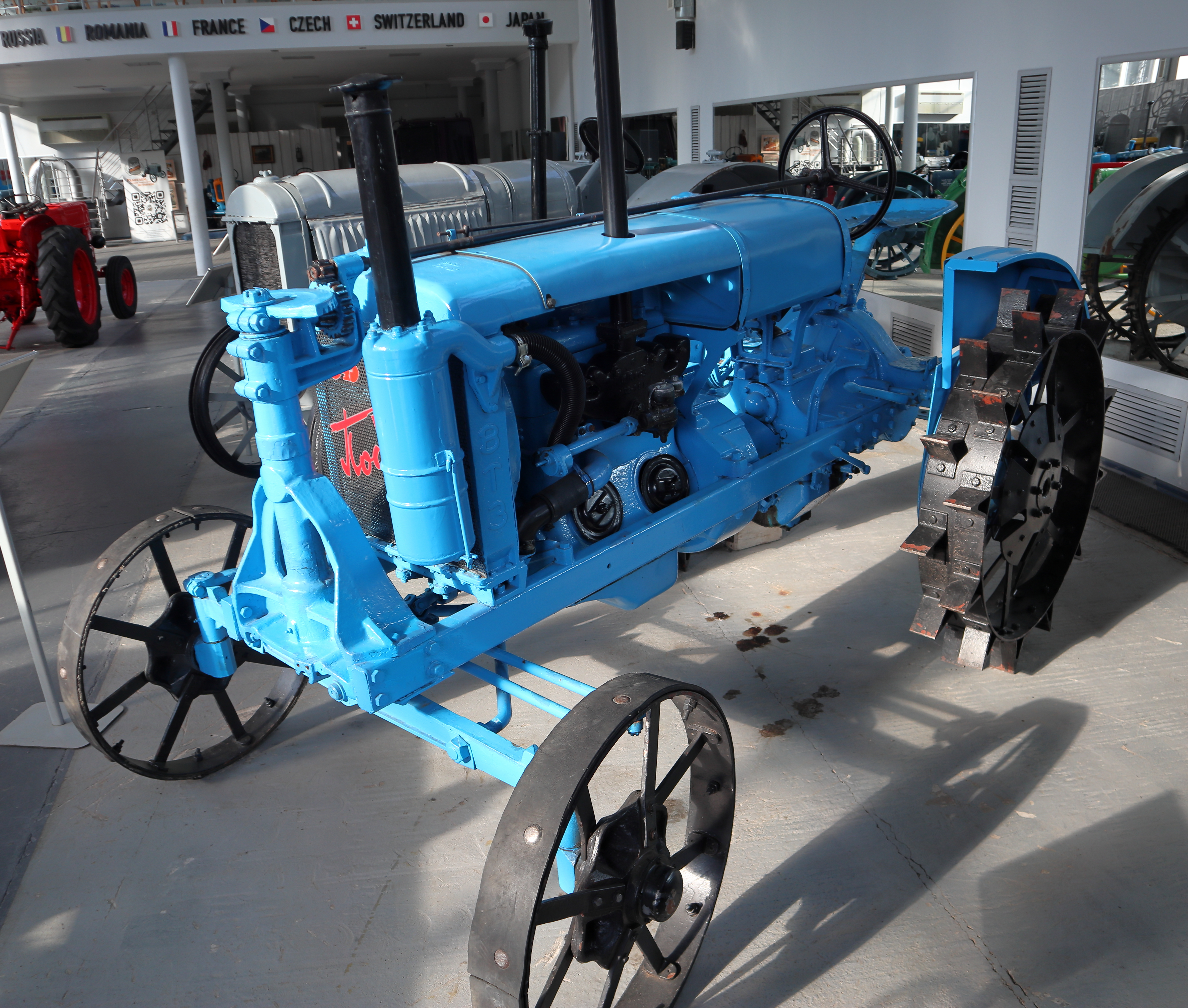
Универсал У-2
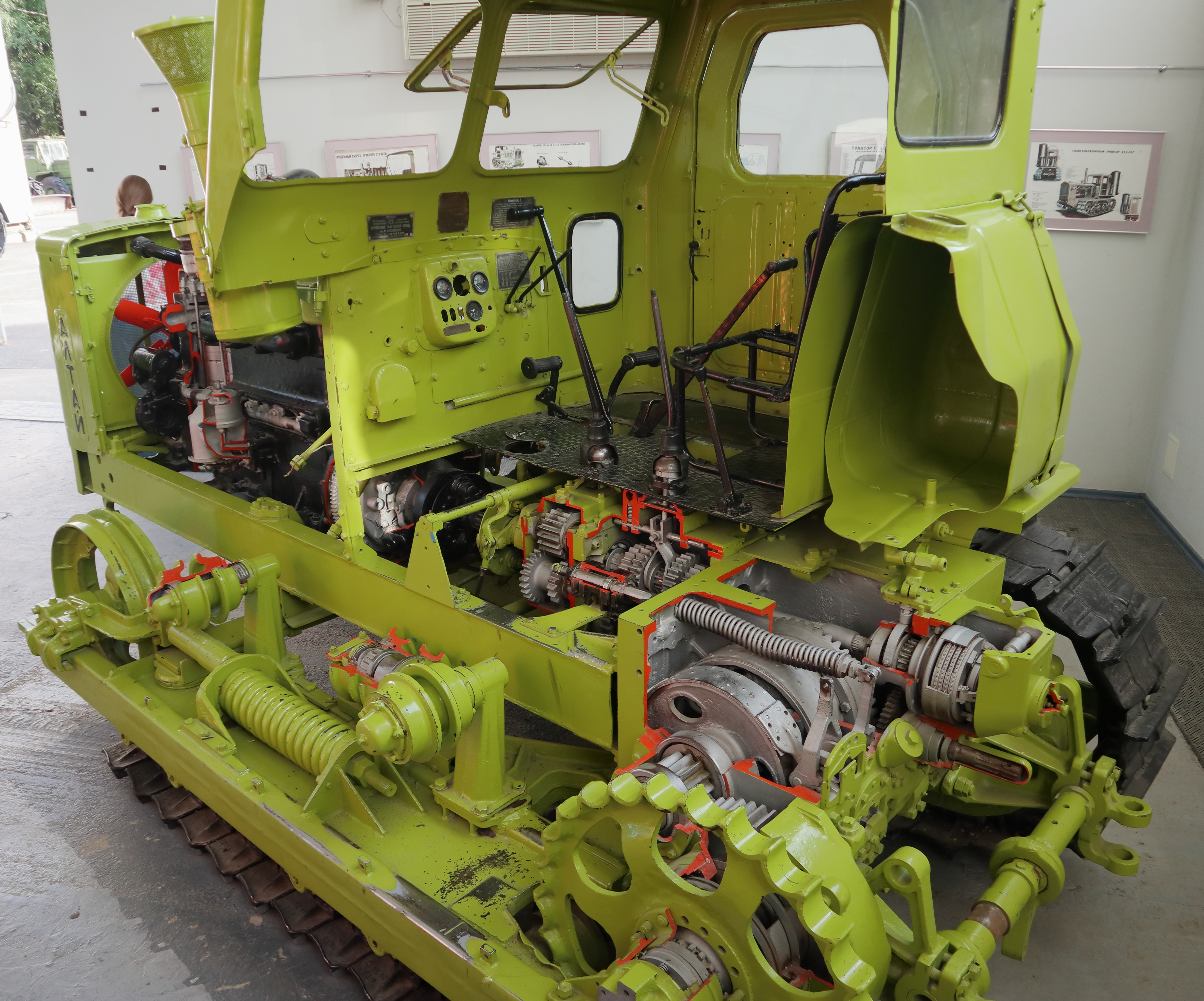
Т-4А в разрезе

Также музей обладает собранием из 600 коллекционных моделей в масштабе 1:42 различных образцов тракторной техники сельскохозяйственного и промышленного назначения. Часть из них — плод сотрудничества музея истории трактора и французской «Premium & Collectibles Trading Europe», которая проводит работы по 3D-сканированию образцов техники, представленных в музее.
Помимо этого в музее имеется:
- научно-техническая библиотека, посвящённая тракторостроению;
- 3D-презентации, слайды и фотодокументы;
- фильмотека о тракторах и тракторостроении;
- коллекция художественных полотен в жанре соцреализм на тракторную тематику;
- подлинники плакатов времён первых пятилеток на тракторную тематику;
- станочное оборудование, использовавшееся на тракторных заводах;
- почётные грамоты, ордена и знамёна, передовикам производства-трактористам.

Музейная экспозиция состоит из следующих разделов:
- «От сохи до самодвижущихся устройств»;
- «История трактора от паровых машин до мощных дизелей»;
- «Развитие отечественного и зарубежного тракторостроения»;
- «Производители промышленных, лесных и сельскохозяйственных тракторов»;
- «Трактор будущего»;
- «Легенды тракторостроения».

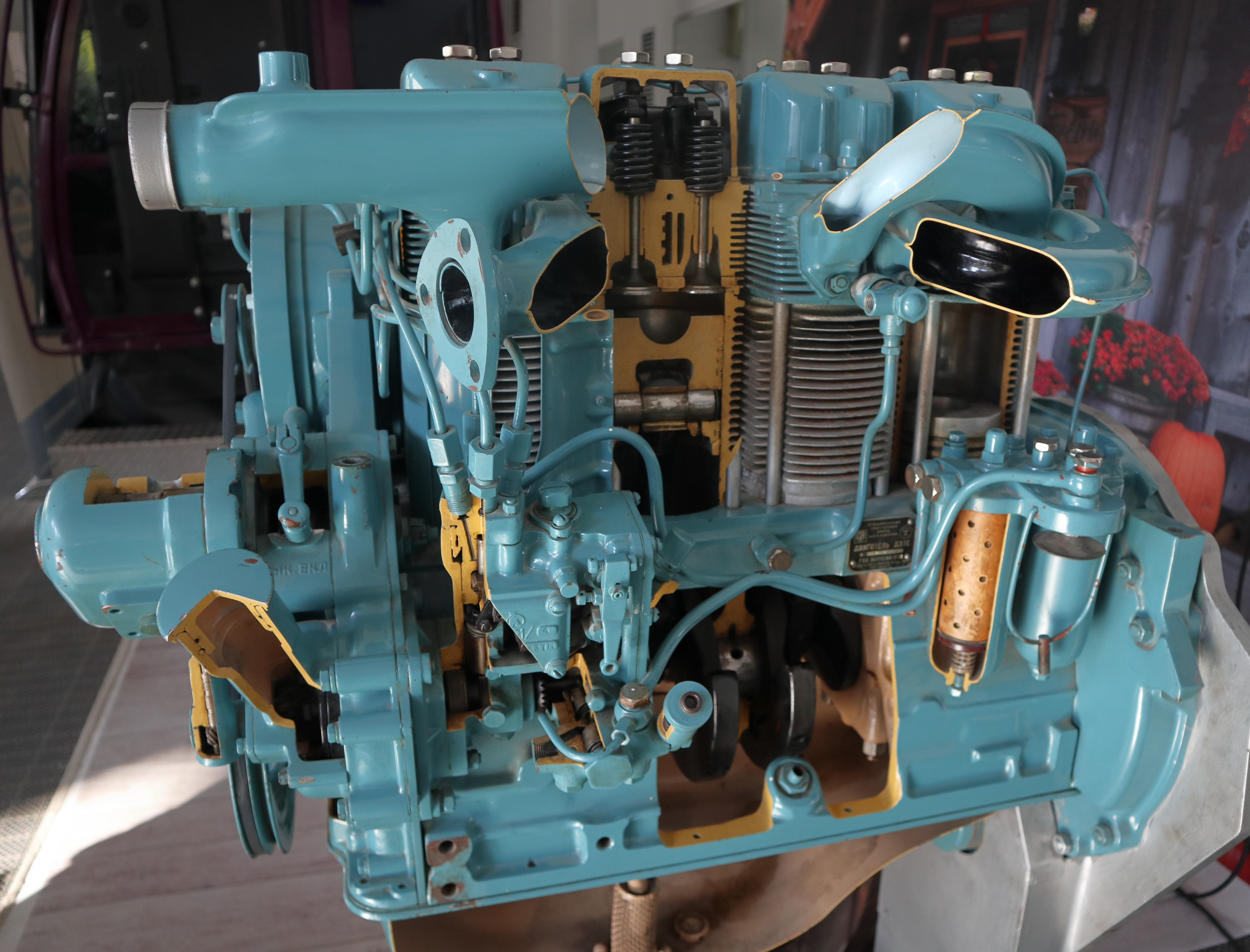
Двигатель Д-37 в разрезе
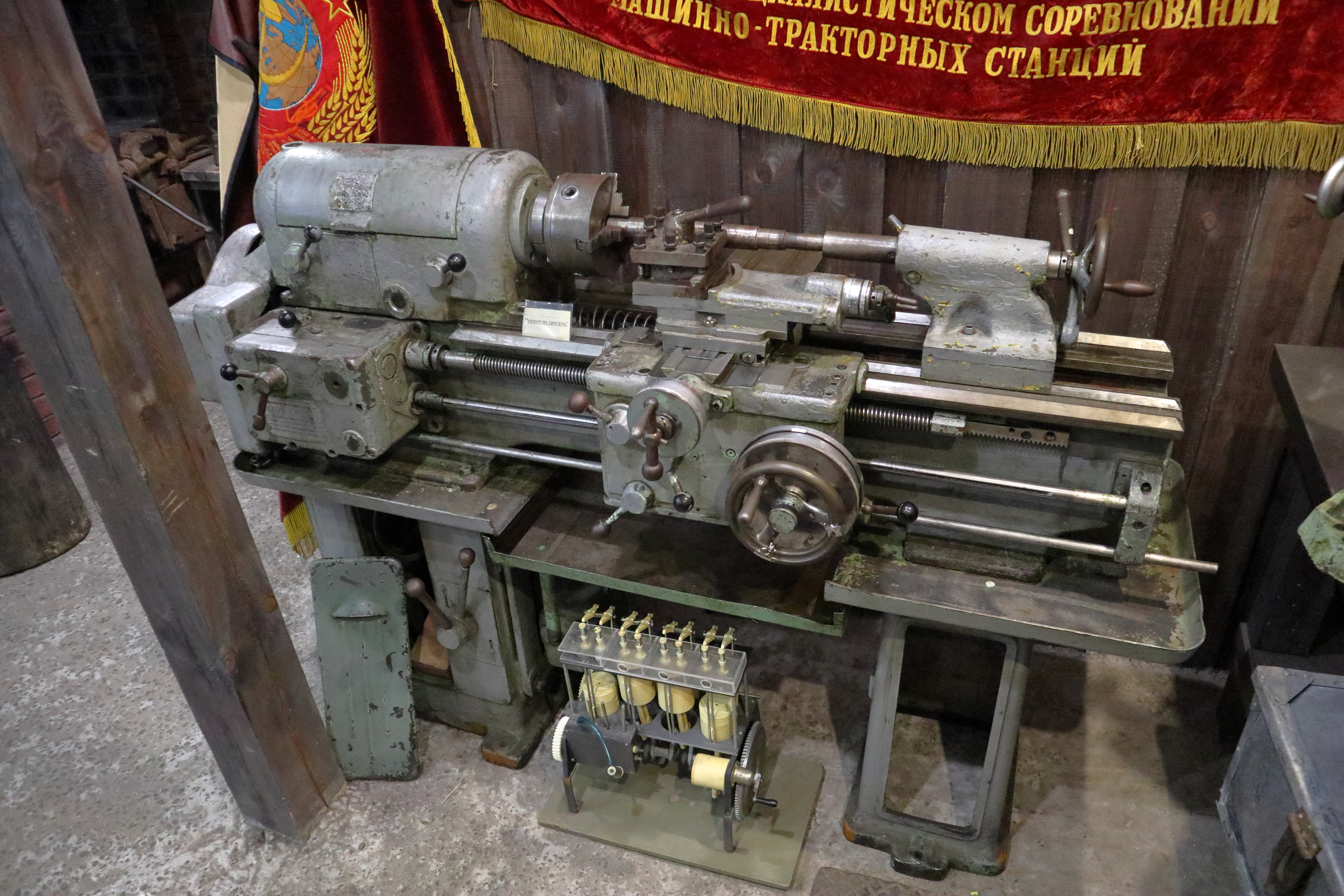
Токарный станок ТВ-320П
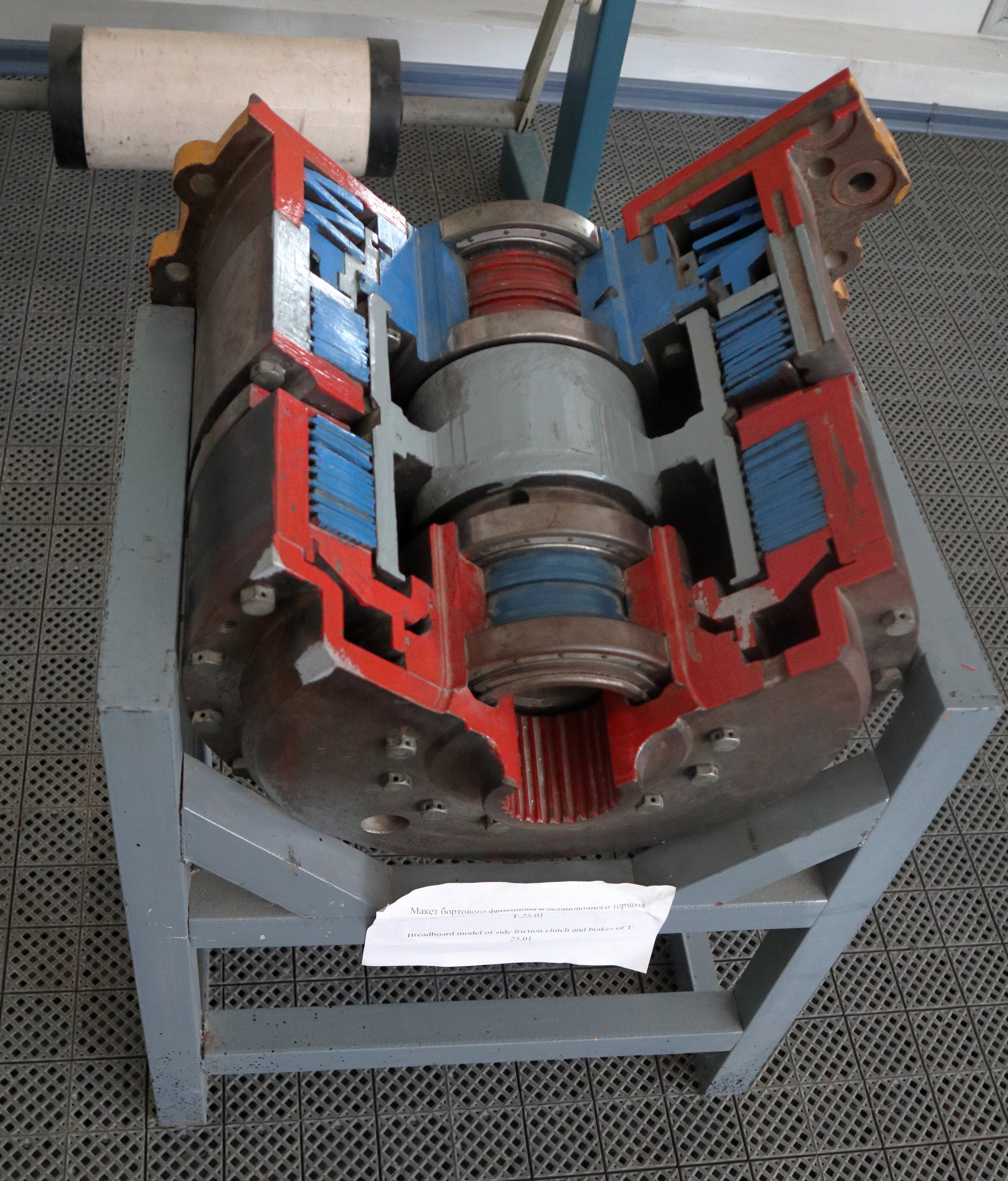
Макет бортового фрикциона

На базе Музея истории трактора проводятся различные конкурсы, в том числе «Кулибин XXI века», в котором состязаются самобытные конструкторы, создающие из различных деталей, имеющих порой отдаленное отношение к технике, настоящие тракторы и навесное оборудование к ним.

## Руководство
Директором музея с 2010 года является Альберт Николаевич Сергеев.